# Xung đột Israel–Palestine
Cuộc xung đột Israel–Palestine (tiếng Hebrew: הסכסוך הישראלי-פלסטיני, đã Latinh hoá: Ha'Sikhsukh Ha'Yisraeli-Falestini; tiếng Ả Rập: النزاع-الفلسطيني الإسرائيلي, đã Latinh hoá: al-Niza'a al-Filastini-al-Israili) là cuộc xung đột đang tiếp diễn giữa Israel và Palestine, đã bắt đầu từ giữa thế kỷ 20. Rất nhiều nỗ lực đã được thực hiện để giải quyết cuộc xung đột này chỉ với một phần thành công vào cuối năm 2019. Nguồn gốc sâu xa của cuộc xung đột bắt nguồn từ mâu thuẫn sắc tộc giữa người Do Thái và người Ả Rập ở Lãnh thổ Ủy trị Palestine. Đây được gọi là "cuộc xung đột phức tạp nhất thế giới". Bất chấp tiến trình hòa bình lâu dài và những nỗ lực hòa giải chung giữa Israel với Ai Cập và Jordan, người Israel và người Palestine đã không thể đạt được thỏa thuận hòa bình cuối cùng. Nhiều nỗ lực đã được thực hiện để tiến hành cái gọi là "giải pháp hai nhà nước", theo đó một nhà nước Palestine độc lập sẽ được ra đời và tồn tại song song cùng với Nhà nước Israel được thành lập từ năm 1948. Tuy vậy, "giải pháp hai nhà nước" vẫn vấp phải không ít sự phản đối ở cả hai phe. Trong xã hội Israel và Palestine, cuộc xung đột tạo ra nhiều luồng quan điểm. Nó đã đem đến sự chia rẽ sâu sắc giữa người Israel với người Palestine trong hàng thập kỷ. Một dấu hiệu đặc trưng của cuộc xung đột là mức độ bạo lực xuất hiện trong suốt quá trình tồn tại của nó. Giao tranh đã diễn ra giữa quân đội chính quy, các nhóm bán quân sự, các phần tử khủng bố và các cá nhân ở cả hai bên, với thương vong xảy ra ở cả quân đội và dân thường.

## Tóm lược lịch sử xung đột
Từ thế kỷ thứ 11 trước Công nguyên, nhà nước cổ đại của người Do Thái đã ra đời ở vùng đất Palestine. Vào thế kỷ thứ 8 TCN, các quốc gia của người Do Thái bị tiêu diệt, Palestine lần lượt nằm dưới sự cai trị của các Đế chế Assyria, Đế chế Babylon, Đế chế Ba Tư, Đế chế La Mã trong hàng thế kỷ sau đó, trước khi người Hồi giáo Ả Rập chiếm được khu vực này vào thế kỷ thứ 8. Palestine trở thành một phần của Đế chế Ottoman từ giữa thế kỷ 16.
Khởi nguồn của cuộc xung đột Ả Rập-Do Thái đã bắt đầu từ cuối thế kỷ 19 và đầu thế kỷ 20, với sự ra đời của các phong trào chủ nghĩa dân tộc Ả Rập và chủ nghĩa phục quốc Do Thái, cả hai đều hướng tới mục tiêu giành được độc lập từ Đế chế Ottoman và thành lập một quốc gia có chủ quyền cho dân tộc của họ ở khu vực Trung Đông.Tuyên bố Balfour là một tuyên bố công khai do chính phủ Anh ban hành năm 1917 trong thế chiến I tuyên bố ủng hộ việc thành lập "ngôi nhà quốc gia cho người Do Thái" ở Palestine. Với sự gia tăng của chủ nghĩa bài Do Thái ở Châu Âu, một làn sóng di cư của người Do Thái tới Palestine đã diễn ra từ đầu những năm 1880. Sau thất bại của Đế chế Ottoman trong Thế chiến thứ nhất, Palestine đã trở thành một vùng lãnh thổ ủy trị của Anh vào năm 1918.
Sự xung đột giữa hai phong trào đó ở miền nam Levant khi xuất hiện chủ nghĩa dân tộc Palestine sau chiến tranh Pháp-Syria vào những năm 1920 đã leo thang thành xung đột giáo phái ở Lãnh thổ ủy trị Palestine vào thập niên 1930 và thập niên 1940, và mở rộng sang xung đột Ả Rập–Israel mở rộng hơn sau này.
Sự trở lại của một số người theo chủ nghĩa dân tộc Ả Rập Palestine theo đường lối cứng rắn, dưới sự lãnh đạo của Haj Amin al-Husseini, từ Damascus đến Lãnh thổ ủy trị Palestine đã đánh dấu sự khởi đầu của cuộc đấu tranh dân tộc chủ nghĩa Ả Rập Palestine hướng tới việc thành lập một ngôi nhà quốc gia cho người Ả Rập ở Palestine.
Amin al-Husseini, lãnh đạo của phong trào dân tộc Ả Rập tại Palestine, đã coi làn sóng nhập cư của người Do Thái vào Palestine là kẻ thù lớn nhất trong sự nghiệp đấu tranh giành độc lập của người Ả Rập, ông ta đã khởi xướng các cuộc bạo loạn quy mô lớn chống lại người Do Thái vào đầu năm 1920 ở Jerusalem và năm 1921 tại Jaffa. Năm 1929, một loạt các cuộc bạo loạn chống Do Thái đã được các nhà lãnh đạo Ả Rập khởi xướng. Các cuộc bạo loạn này đã dẫn đến thương vong lớn của người Do Thái tại Hebron và Safed, buộc người Do Thái phải sơ tán khỏi Hebron và Gaza. Một cuộc bạo loạn đẫm máu của người Ả Rập đã diễn ra vào năm 1936 nhằm chống lại sự cai trị của Anh và chống lại làn sóng nhập cư của người Do Thái, song bị quân đội Anh dập tắt. Người Do Thái và người Ả Rập gây sức ép kêu gọi người Anh trao trả độc lập cho họ, cả hai cũng đều tuyên bố chủ quyền đối với toàn bộ vùng đất Palestine và không chấp nhận phân chia lãnh thổ.
Với sự bùng nổ của Thế chiến thứ hai, tình hình căng thẳng ở Palestine đã phần nào dịu xuống, người Do Thái và người Ả Rập tạm thời hợp tác với nhau, đứng về phía phe Đồng minh. Tuy nhiên, một số người theo chủ nghĩa dân tộc Ả Rập cực đoan như al-Husseini có xu hướng hợp tác với Đức Quốc xã, ông ta đã tham gia thành lập một bộ máy tuyên truyền ủng hộ phát xít và chống Do Thái trên khắp thế giới Ả Rập. Vào cuối Thế chiến II, một làn sóng nhập cư mới vào Palestine của những người Do Thái sống sót sau cuộc thảm sát Holocaust ở châu Âu đã khiến cho mâu thuẫn giữa hai bên bùng phát trở lại. Người Anh đã thực hiện chính sách hạn chế người Do Thái nhập cư, khiến cho phong trào đấu tranh của người Do Thái chống lại người Anh ở Palestine trở nên quyết liệt. Áp lực quốc tế cũng gia tăng kêu gọi Anh trao trả độc lập cho người Do Thái.

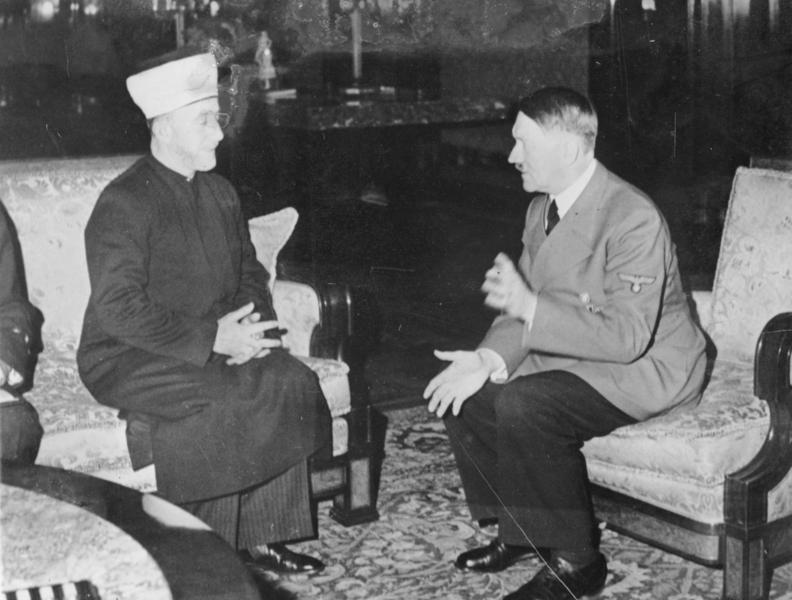
Lãnh đạo của người Ả Rập Palestine, Amin al Husseini, trong cuộc gặp mặt với nhà độc tài Đức Quốc Xã Adolf Hitler

Vào ngày 29 tháng 11 năm 1947, Đại hội đồng Liên Hợp Quốc đã thông qua Nghị quyết 181 (II), thực hiện kế hoạch phân chia vùng đất Palestine thành một nhà nước của người Ả Rập và một nhà nước của người Do Thái, trong khi thành phố thánh Jerusalem được đặt dưới sự quản lý quốc tế. Người Do Thái nhanh chóng chấp nhận kế hoạch này, song người Ả Rập lại phản đối và đòi hỏi chủ quyền của họ đối với toàn bộ Palestine. Tuân thủ theo nghị quyết của Liên Hợp Quốc, người Do Thái đã chính thức tuyên bố thành lập nhà nước Israel vào ngày 14 tháng 5 năm 1948, cả hai siêu cường là Hoa Kỳ và Liên Xô đều ngay lập tức công nhận nhà nước mới này chỉ sau chưa đầy một tiếng đồng hồ. Trước tình hình đó, các nước Ả Rập đã đem quân xâm lược Israel, dẫn đến Chiến tranh Ả Rập-Israel 1948. Cuộc chiến tranh này đã gây ra khoảng 15.000 thương vong và kết thúc với phần thắng thuộc về Israel.
Theo thỏa thuận ngừng bắn và đình chiến được ký kết giữa hai bên vào năm 1949, hầu hết các vùng lãnh thổ tại Palestine được phân chia cho người Ả Rập theo Nghị quyết 181 (II) đã bị sáp nhập vào Israel, trong khi Jordan sáp nhập Bờ Tây và Ai Cập chiếm lấy Dải Gaza. Đồng thời Israel cũng sáp nhập Tây Jerusalem, còn Đông Jerusalem tạm thời được đặt dưới quyền kiểm soát của Jordan. Bị mất toàn bộ lãnh thổ, một làn sóng di cư khổng lồ của người Ả Rập tại Palestine sang các quốc gia láng giềng đã bùng nổ trong thời gian này.
Trong những năm 1950, Jordan và Ai Cập ủng hộ các cuộc tấn công khủng bố xuyên biên giới của lực lượng phiến quân Fedayeen vào lãnh thổ Israel, buộc Israel phải tiến hành các động thái đáp trả. Năm 1954, Ai Cập bắt đầu phong toả Eo Tiran, ngăn cản mọi con tàu tới Eilat. Ngày 26 tháng 7 năm 1956, Ai Cập quốc hữu hóa Công ty Kênh đào Suez, và đóng cửa kênh đào này với tàu bè Israel.. Israel trả đũa ngày 29 tháng 10 năm 1956, bằng cách xâm chiếm Bán đảo Sinai với sự hỗ trợ của Anh và Pháp.
Cuộc khủng hoảng Suez năm 1956 dẫn đến sự chiếm đóng ngắn hạn của Israel đối với Dải Gaza, tuy vậy biên giới cũ đã được khôi phục không lâu sau đó.
Vào năm 1964, Tổ chức Giải phóng Palestine (PLO) được thành lập bởi Yasser Arafat. Năm 1967, các nước Ả Rập lên kế hoạch xâm lược Israel lần thứ hai, với mục đích tự vệ Israel đã mở một chiến dịch tấn công phủ đầu vào cả ba nước Ả Rập là Syria, Jordan và Ai Cập, diễn đến sự bùng nổ của cuộc Chiến tranh Sáu ngày. Kết thúc cuộc chiến, Israel đã chinh phục được Bờ Tây (bao gồm cả Đông Jerusalem), Dải Gaza, Cao nguyên Golan và Bán đảo Sinai, đánh dấu một thất bại nặng nề dành cho khối Ả Rập.
Sau cuộc chiến Sáu ngày, Tổ chức Giải phóng Palestine (PLO) buộc phải tháo chạy sang Jordan, nơi vua Hussein đã cung cấp các căn cứ và nơi trú ẩn cho họ. Tuy vậy đến năm 1970, PLO bất ngờ phản bội Hussein và quay sang chống lại ông trong sự kiện đẫm máu được gọi là Tháng Chín đen tối.
Thất bại trước quân đội chính phủ Jordan, PLO lại phải di dời đến Nam Lebanon, nơi đây đã được PLO sử dụng làm căn cứ để tiến hành các cuộc tấn công khủng bố vào miền bắc Israel cũng như các chiến dịch không tặc trên toàn thế giới. Một trong những hành động khủng bố khét tiếng nhất của các nhóm phiến quân Palestine trong thời gian này là vụ bắt giữ và giết hại 11 vận động viên Israel tại Thế vận hội Olympic năm 1972. Bên cạnh đó, những phần tử khủng bố Palestine còn chịu trách nhiệm trong vô số các cuộc tấn công đáng chú ý khác, chẳng hạn như vụ không tặc chuyến bay Sabena 571 và vụ thảm sát ở sân bay Lod.
Trong cuộc Chiến tranh Yom Kippur năm 1973, các lực lượng quân sự của Ai Cập và Syria lại tấn công Israel nhằm tái chiếm các vùng lãnh thổ bị mất trong chiến tranh Sáu ngày, song cuộc xâm lược này tiếp tục thất bại trước sự phản kháng mạnh mẽ của Israel. Để chứng tỏ thiện chí hòa bình, Israel đã trả lại Bán đảo Sinai cho Ai Cập theo Hiệp định Hòa bình David Camp năm 1978, với hy vọng thiết lập một nền hòa bình thực sự ở Trung Đông. Tuy vậy những hi vọng về việc lập lại hòa bình đã tan vỡ sau vụ thảm sát Coast Road được tiến hành bởi PLO cũng trong năm đó, khiến nhiều dân thường Israel thiệt mạng. 

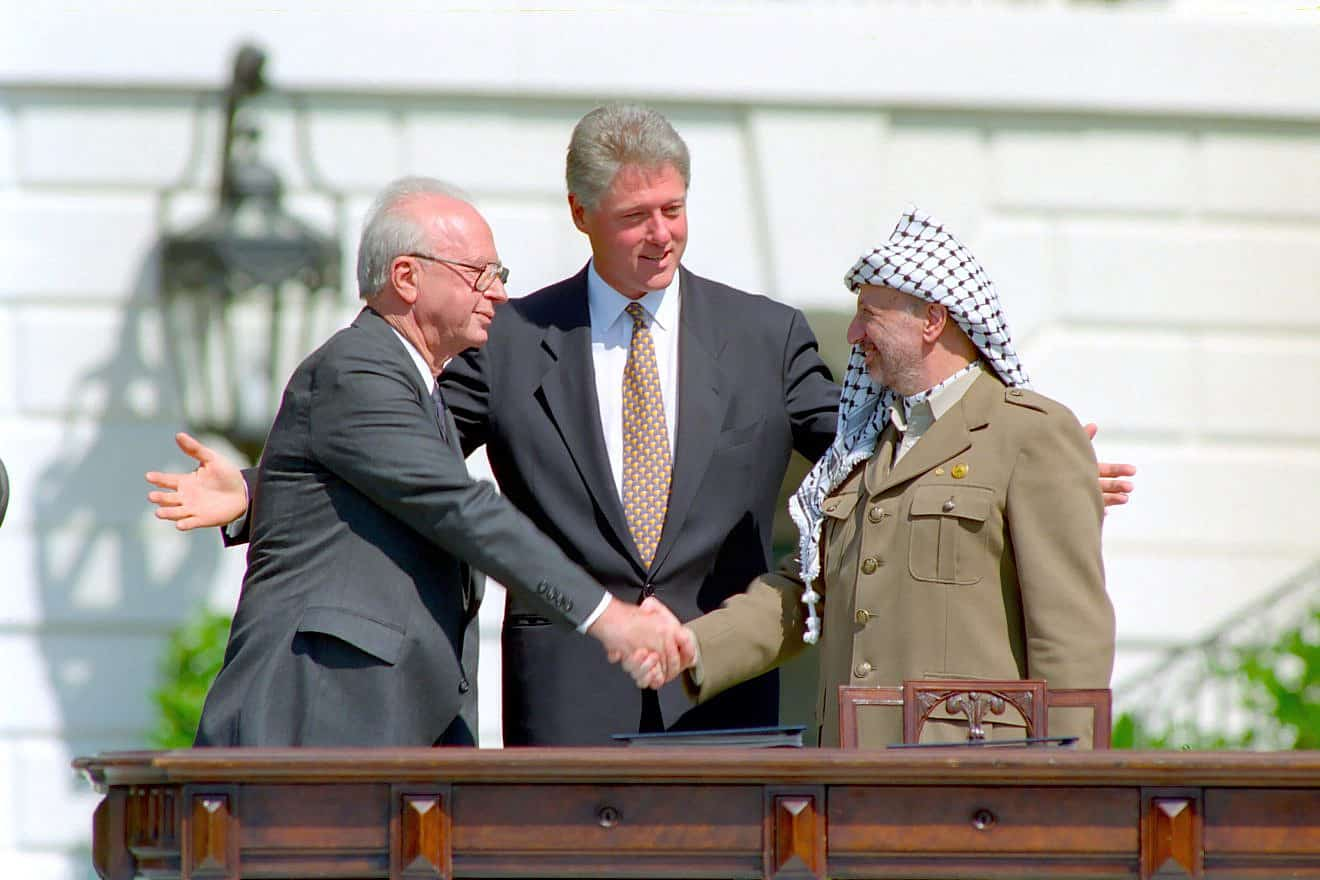
Bill Clinton, Yitzhak Rabin và Yasser Arafat trong buổi ký hiệp ước Oslo tại Nhà Trắng ngày 13-9-1993

Sau vụ việc nhóm vũ trang ANO của Palestine ám sát hụt một nhà ngoại giao Israel vào năm 1982, Israel đã đáp trả bằng việc mở một cuộc tấn công toàn diện vào Lebanon. Các nhóm vũ trang của Palestine bị đánh bại nhanh chóng trong vòng vài tuần, và trụ sở của PLO đã được sơ tán đến Tunisia vào tháng 6 theo quyết định của Yasser Arafat.
Phong trào Intifada đầu tiên của người Palestine nổ ra vào năm 1987. Đến đầu những năm 1990, các nỗ lực quốc tế để giải quyết cuộc xung đột đã bắt đầu, nhờ vào thành công của hiệp ước hòa bình Ai Cập - Israel năm 1982. Hiệp định Oslo năm 1993 đã cho phép PLO di dời khỏi Tunisia và thành lập Chính quyền Quốc gia Palestine ở Bờ Tây và Dải Gaza. Tiến trình hòa bình đã vấp phải sự phản đối đáng kể từ các nhóm Hồi giáo cực đoan của Palestine, tiêu biểu là Hamas, những kẻ đã ngay lập tức khởi xướng một chiến dịch khủng bố nhắm vào người Israel.
Sau nhiều năm đàm phán không thành công, cuộc xung đột đã nổ ra thành Intifada lần thứ hai vào tháng 9 năm 2000. Bạo lực đã leo thang thành một cuộc xung đột mở giữa Lực lượng An ninh Quốc gia Palestine và Lực lượng Quốc phòng Israel, kéo dài trong suốt những năm 2004-2005. Sau khi cuộc đấu tranh chính trị nội bộ ở Palestine giữa 2 phe là Fatah và Hamas nổ ra vào năm 2007, Hamas đã nắm quyền kiểm soát hoàn toàn khu vực. Căng thẳng giữa Israel và Hamas leo thang cho đến cuối năm 2008, khi Israel triển khai chiến dịch Cast Lead tại Gaza, dẫn đến hàng ngàn thương vong dân sự và thiệt hại hàng tỷ USD. Đến tháng 2 năm 2009, một lệnh ngừng bắn đã được ký kết với sự tham gia hòa giải của cộng đồng quốc tế, mặc dù những cuộc giao tranh lẻ tẻ giữa hai bên vẫn tiếp diễn. Ngày 29 tháng 11 năm 2012, Nghị quyết số 67/19 của Đại hội đồng Liên Hợp Quốc được thông qua, nâng cấp Palestine lên vị thế "nhà nước quan sát viên phi thành viên" tại Liên Hợp Quốc. Việc thay đổi vị thế này được mô tả là công nhận thực tế chủ quyền quốc gia của Palestine.

## Những vấn đề đang tranh chấp hiện nay

### Jerusalem
Jerusalem là một vấn đề đặc biệt nhạy cảm, khi mà cả hai bên đều khẳng định yêu sách chủ quyền đối với thành phố này. Thành phố Jerusalem đóng vai trò quan trọng đối với cả ba tôn giáo Abraham lớn nhất là Do Thái giáo, Cơ đốc giáo và Hồi giáo. Jerusalem là thành phố linh thiêng nhất của Do Thái giáo, là địa điểm tọa lạc trước đây của các đền thờ Do Thái trên Núi Đền và cũng là thủ đô của vương quốc Israel cổ đại. Đối với người Hồi giáo, Jerusalem là địa điểm mà nhà tiên tri Mohammad đã thực hiện "hành trình đêm đến thiên đường", cũng là nơi đặt Thánh đường Hồi giáo al-Aqsa. Đối với các Kitô hữu, Jerusalem là nơi đã từng chứng kiến Chúa Jesus bị hành quyết, cũng là nơi tọa lạc của Nhà thờ Mộ Thánh.
Trụ sở của nhiều cơ quan chính phủ Israel như Quốc hội và Tòa án tối cao đã được xây dựng ở Tây Jerusalem kể từ thời điểm Israel chiếm được khu vực này sau Chiến tranh Ả Rập-Israel năm 1948. Sau khi Israel sáp nhập Đông Jerusalem từ Jordan vào năm 1967, quốc gia này đã giành quyền kiểm soát trên thực tế (de facto) đối với Đông Jerusalem nói riêng và toàn bộ Jerusalem nói chung. Năm 1980, Israel đã thông qua Luật Jerusalem tuyên bố "Jerusalem, hoàn chỉnh và thống nhất, là thủ đô của Israel".
Cả Hoa Kỳ  và Nga  đều công nhận Jerusalem là thủ đô của Israel. Tính đến năm 2005, có hơn 719.000 người sống ở Jerusalem; 465.000 trong số đó là người Do Thái (chủ yếu sống ở Tây Jerusalem) và 232.000 là người Hồi giáo (chủ yếu sống ở Đông Jerusalem).
Tại Hội nghị thượng đỉnh Trại David và Taba 2000-2001, Hoa Kỳ đã đề xuất một kế hoạch phân chia thành phố trong đó Đông Jerusalem sẽ được trao cho nhà nước Palestine trong khi Tây Jerusalem được trao cho Israel. Tất cả các công trình khảo cổ nằm dưới Núi Đền sẽ được chính phủ Israel và Palestine cùng kiểm soát. Cả hai bên đã chấp nhận đề xuất này trên nguyên tắc, nhưng hội nghị thượng đỉnh cuối cùng đã thất bại, và kế hoạch này không được thực thi.
Israel đã từng bày tỏ lo ngại về sự an toàn của cư dân Do Thái nếu một phần của Jerusalem được đặt dưới sự kiểm soát của người Palestine. Jerusalem là mục tiêu hàng đầu của một loạt cuộc tấn công khủng bố được tiến hành bởi các nhóm chiến binh Palestine nhằm vào dân thường Israel kể từ năm 1967. Nhiều khu phố của người Do Thái đã bị nã rocket từ các khu vực thuộc quyền kiểm soát của người Ả Rập. Nếu như một phần Jerusalem được đặt dưới sự kiểm soát của Palestine thì điều đó sẽ là mối nguy hại to lớn đối với toàn thể cư dân Do Thái .
Jerusalem là thủ đô của nhà nước Israel cổ đại từ thế kỷ thứ 10 TCN, hơn 1.600 năm trước khi người Ả Rập chiếm được thành phố này. Mặc dù người Hồi giáo tin rằng Jerusalem là nơi mà nhà tiên tri Muhammad đã bắt đầu hành trình lên Thiên giới, thế nhưng hoàn toàn không có bằng chứng nào chứng minh rằng Muhammad đã từng đặt chân tới thành phố này, và người Ả Rập cũng chỉ chiếm được nó vào thời điểm 5 năm sau khi Muhammad qua đời. Thành phố Jerusalem thậm chí còn không được đề cập đến trong kinh Koran của đạo Hồi, ngược lại Kinh Cựu ước của Do Thái giáo đã nhắc đến Jerusalem tổng cộng hơn 600 lần 

### Người tị nạn Palestine
Người tị nạn Palestine là những người mất cả nhà cửa và phương tiện sinh nhai do cuộc xung đột giữa Israel với các quốc gia Ả Rập năm 1948 và Chiến tranh Sáu ngày năm 1967. Số người Palestine chạy trốn hoặc bị trục xuất khỏi Israel sau khi nhà nước Israel được thành lập ước tính là 711.000 người . Khoảng từ 350.000 đến 400.000 người Palestine đã phải di dời sang các nước khác trong cuộc chiến tranh Ả Rập- Israel năm 1967. Một phần ba số người tị nạn sống trong các trại tị nạn ở Jordan, Lebanon, Syria, Bờ Tây và Dải Gaza. Phần còn lại sống trong và xung quanh các thành phố và thị trấn của các quốc gia sở tại.
Hầu hết những người tị nạn này được sinh ra bên ngoài Israel, nhưng là hậu duệ của những người tị nạn gốc Palestine. Lãnh tụ PLO Yasser Arafat, cho đến nay công khai khẳng định rằng những người tị nạn Palestine có quyền để trở về nơi họ sống trước năm 1948 và 1967, ông ta thậm chí đã trích dẫn các Tuyên Ngôn Quốc Tế Nhân quyền và Nghị quyết Đại hội đồng LHQ 194 làm bằng chứng. Tuy vậy Mahmoud Abbas, người đứng đầu hiện tại của Tổ chức Giải phóng Palestine đã từng nói trong một cuộc thảo luận riêng rằng "thật phi lý khi yêu cầu Israel tiếp nhận tới 5 triệu người tị nạn, hoặc thậm chí là 1 triệu. Điều đó sẽ là sự kết thúc của Israel." 
Hiện nay có rất nhiều những ý kiến cho rằng chính phủ Israel không nên tiếp nhận những người tị nạn này. Những lí lẽ chủ yếu bao gồm:
- Chính phủ Israel khẳng định rằng vấn đề người tị nạn Ả Rập ngày nay phần lớn là do hầu hết các quốc gia Ả Rập (trừ Jordan) từ chối trao quyền công dân cho người Ả Rập Palestine cư trú trong lãnh thổ của nước họ. Chinh sự thờ ơ của các nước Ả Rập đã gây ra quá nhiều khổ đau cho người tị nạn.[19]
- Chính phủ Israel tuyên bố rằng trong cuộc Chiến tranh năm 1948, các quốc gia Ả Rập đã khuyến khích người Palestine chạy trốn để dễ dàng hơn trong việc ngăn chặn nhà nước Do Thái  thành lập, do đó ngày nay những người tị nạn này và con cháu của họ không có quyền được trở lại [19].
- Kể từ năm 1948, cũng đã có hơn 900.000 người tị nạn Do Thái chạy trốn khỏi các nước Ả Rập để tránh bị bức hại và những người này cũng không hề được bồi thường hoặc chấp nhận hồi hương bởi các quốc gia cư trú cũ của họ [20][21][22].
- Việc để những người tị nạn này quay trở lại Israel vào thời điểm hiện tại sẽ là mối nguy hiểm lớn cho sự ổn định của nhà nước Do Thái; một dòng người tị nạn Palestine thậm chí có thể sẽ dẫn đến sự hủy diệt của nhà nước Israel [23][24].
- Chính người Palestine là những kẻ xâm lược trong cuộc chiến năm 1948, với mục đích thanh trừng một cộng đồng dân tộc láng giềng. Nếu nghị quyết của Liên Hợp Quốc ngày 29 tháng 11 năm 1947 về việc phân vùng Palestine không bị thế giới Ả Rập phản đối, thì sẽ không có vấn đề về người tị nạn ngay từ đầu. Cũng đã có báo cáo về số lượng lớn người tị nạn Palestine rời đi ngay cả trước khi chiến tranh bùng nổ năm 1948 [25].

### Các khu định cư của Israel ở Bờ Tây

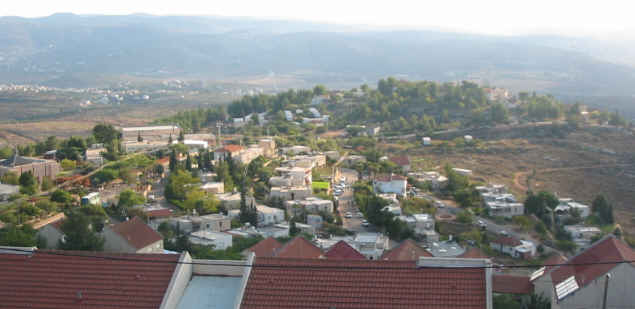
Khu định cư Elon Moreh của người Israel ở Bờ Tây

Các khu định cư của Israel là các cộng đồng dân sự có công dân Israel sinh sống, được xây dựng trên các vùng đất mà Israel đã chiếm được trong Chiến tranh Sáu ngày năm 1967. Các khu định cư của Israel hiện đang tồn tại ở Bờ Tây, bao gồm cả Đông Jerusalem cũng như ở Cao nguyên Golan, và trước đây đã từng tồn tại ở Bán đảo Sinai cũng như Dải Gaza; tuy nhiên, Israel đã sơ tán và dỡ bỏ 18 khu định cư ở Sinai sau thỏa thuận hòa bình Ai Cập-Israel năm 1979 và tất cả 21 khu định cư ở Dải Gaza vào năm 2005 khi chính phủ nước này tuyên bố rút khỏi Dải Gaza, nhằm thể hiện thiện chí hòa bình với Palestine.
Nhiều quốc gia trên thế giới cho rằng việc xây dựng các khu định cư là "vi phạm luật pháp quốc tế" 
, tuy vậy chính phủ Israel đã bác bỏ mạnh mẽ những cáo buộc này 
Một số học giả và nhà bình luận cũng không đồng ý với những quan điểm cho rằng việc xây dựng các khu định cư là bất hợp pháp. Giáo sư Julius Stone, chuyên gia về luật quốc tế của Đại học Sydney đã khẳng định rằng "Sự hiện diện của Israel ở tất cả các khu vực này trong khi chờ đàm phán về đường biên giới mới là hoàn toàn hợp pháp, vì người Israel đã tiến vào đây một cách hợp pháp để tự vệ" . Cựu Chủ tịch Tòa án Công lý Quốc tế Steve Schwebel cũng đưa ra phán quyết khẳng định rằng sự hiện diện của Israel ở Bờ Tây, Đông Jerusalem và Dải Gaza được gắn với quyền tự vệ, do đó không thể được định nghĩa là "chiếm đóng" .
Về mặt pháp lí, chính quyền Palestine chưa từng xác lập chủ quyền đối với Bờ Tây. Chính PLO trong bản hiến chương của mình cũng đã khẳng định rằng họ hoàn toàn không có chủ quyền đối với Bờ Tây, điều 24 hiến chương PLO nêu rõ: "Tổ chức này không thực hiện bất kỳ chủ quyền lãnh thổ nào đối với Bờ Tây thuộc Vương quốc Jordan, đối với Dải Gaza hoặc trong Khu vực Himmah" 

### Bạo lực và khủng bố

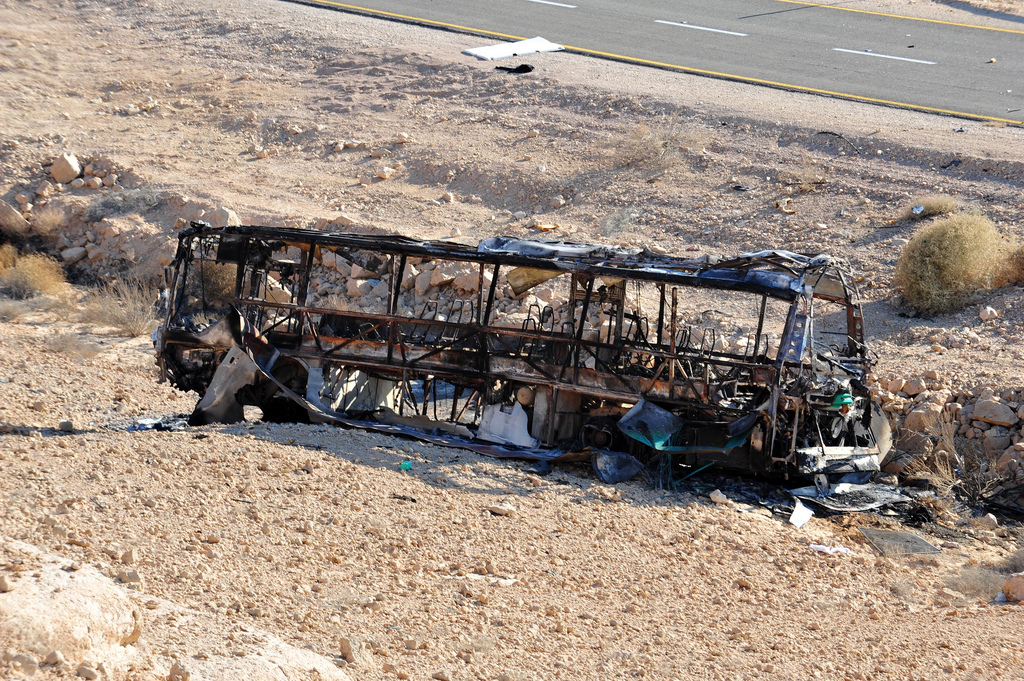
Dấu tích của một chiếc xe buýt tại Israel bị các phần tử khủng bố Palestine đánh bom. 8 người thiệt mạng, khoảng 40 người bị thương.

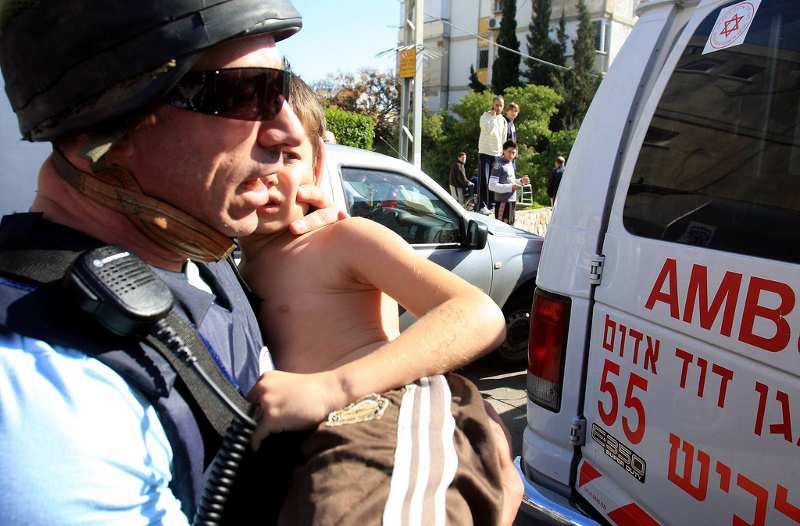
Một đứa trẻ Israel bị thương được đưa đến bệnh viện sau cuộc tấn công tên lửa được tiến hành bởi tổ chức khủng bố Hamas

Trong suốt cuộc xung đột, những hành vi khủng bố và bạo lực được tiến hành bởi những phần tử khủng bố Palestine luôn là mối lo ngại hàng đầu của người dân Israel. Chính phủ Israel, cùng với Hoa Kỳ và Liên minh châu Âu, coi hành vi bạo lực nhằm vào dân thường cũng như lực lượng quân sự Israel của các nhóm chiến binh Palestine là biểu hiện của chủ nghĩa khủng bố.
Động cơ đằng sau các hành vi khủng bố của người Palestine nhằm vào thường dân Israel có rất nhiều, tuy nhiên mục tiêu cơ bản vẫn là tiêu diệt nhà nước Israel và thay thế bằng một nhà nước Ả Rập của người Palestine . Các nhóm thánh chiến Hồi giáo cực đoan nhất, chẳng hạn như Hamas và Thánh chiến Hồi giáo Palestine, coi cuộc xung đột giữa Israel và Palestine là một cuộc thánh chiến tôn giáo.
Đánh bom tự sát là một chiến thuật đã được sử dụng bởi nhiều tổ chức khủng bố của người Palestine như Hamas, Hồi giáo thánh chiến, và Lữ đoàn Tử đạo Al-Aqsa, các vụ tấn công liều chết của chúng đã nhận được sự ủng hộ bởi 84% người dân Palestine . Tại Israel, những kẻ đánh bom liều chết người Palestine đã nhắm mục tiêu vào các xe buýt dân sự, nhà hàng, trung tâm mua sắm, khách sạn và chợ . Từ năm 1993 đến năm 2003, 303 kẻ đánh bom liều chết người Palestine đã thực hiện các phi vụ khủng bố trên khắp lãnh thổ Israel.
Chính phủ Israel đã khởi xướng việc xây dựng hàng rào an ninh vào tháng 7 năm 2003 sau nhiều vụ đánh bom liều chết và tấn công khủng bố của người Palestine. Theo IDF, kể từ khi hàng rào được dựng lên, số lượng hoạt động khủng bố đã giảm khoảng 90% .
Kể từ năm 2001, mối đe dọa từ các tên lửa Qassam bắn từ lãnh thổ Palestine vào Israel tiếp tục là mối quan tâm lớn của các quan chức quốc phòng Israel .  Năm 2006 – một năm sau khi Israel rút quân khỏi Dải Gaza - chính phủ Israel đã ghi nhận 1.726 vụ phóng tên lửa như vậy, gấp hơn 4 lần tổng số tên lửa được bắn vào năm 2005 . Tính đến tháng 1 năm 2009, hơn 8.600 quả rocket đã được phóng , gây chấn thương tâm lý lan rộng và làm gián đoạn cuộc sống hàng ngày . Hơn 500 quả rocket và súng cối được bắn từ lãnh thổ Palestine vào Israel từ tháng 1 đến tháng 9 năm 2010 và hơn 1.947 quả rocket đã được bắn từ lãnh thổ Palestine vào Israel từ tháng 1 đến tháng 11 năm 2012.
Theo một nghiên cứu do Đại học Haifa thực hiện, 1/5 người Israel đã mất người thân hoặc bạn bè bởi một trong số những cuộc tấn công khủng bố được tiến hành bởi các nhóm phiến quân Palestine 
.

#### Bạo lực và khủng bố bên ngoài Israel
Một số người Palestine đã thực hiện các hành động bạo lực và khủng bố trên toàn cầu với lý do "đấu tranh chống lại Israel". Nhiều người nước ngoài, bao gồm cả người Mỹ và người châu Âu đã bị giết hại hoặc bị thương bởi các phần tử khủng bố Palestine. Ít nhất 53 người Mỹ đã thiệt mạng và 83 người bị thương do là nạn nhân của các cuộc khủng bố gây ra bởi người Palestine kể từ khi Hiệp định Oslo được ký kết 
.
Vào cuối những năm 1960, Tổ chức Giải phóng Palestine (PLO) ngày càng trở nên nổi tiếng với việc tiến hành các vụ khủng bố tầm cỡ quốc tế. Riêng trong năm 1969, PLO là thủ phạm trong 92 vụ không tặc. Hãng hàng không El Al trở thành mục tiêu không tặc thường xuyên . Vụ cướp chuyến bay 139 của Air France do Mặt trận Bình dân Giải phóng Palestine thực hiện đã lên đến đỉnh điểm trong một nhiệm vụ giải cứu con tin, trong đó các lực lượng đặc nhiệm của Israel đã giải cứu thành công phần lớn con tin.
Tuy nhiên, một trong những hành động khủng bố khét tiếng và gây ra nhiều căm phẫn nhất là vụ bắt cóc và giết hại 11 vận động viên Israel trong Thế vận hội Mùa hè 1972 .

#### Bạo lực của người Palestine chống lại những người Palestine khác
Giao tranh giữa người Palestine và các nhóm Ả Rập đối địch đã đóng một vai trò quan trọng trong việc định hình chính sách an ninh của Israel đối với các chiến binh Palestine, cũng như trong các chính sách của chính giới lãnh đạo Palestine. Ngay từ cuộc nổi dậy năm 1930 ở Palestine, các lực lượng Ả Rập đã giao tranh lẫn nhau nhau trong khi cùng lúc giao tranh với quân Zionist và Anh, và xung đột nội bộ vẫn tiếp tục cho đến ngày nay. Trong Nội chiến Lebanon, những người theo chủ nghĩa Baathi của Palestine đã ly khai khỏi Tổ chức Giải phóng Palestine và liên minh với Phong trào Shia Amal, gây ra một cuộc nội chiến đẫm máu khiến hàng nghìn người Palestine thiệt mạng .
Trong phong trào Intifada lần thứ nhất, hơn một nghìn người Palestine đã thiệt mạng trong một chiến dịch do Tổ chức Giải phóng Palestine khởi xướng nhằm truy quét những kẻ tình nghi là gián điệp của Israel. Theo một báo cáo do Nhóm Giám sát Nhân quyền Palestine công bố, chưa đến 45% những người thiệt mạng trong chiến dịch này thực sự đã cộng tác với Israel 
.
Động thái của PLO đã bị chỉ trích mạnh mẽ, được coi là một sự vi phạm đối với Điều XVI (2) của Hiệp định Oslo II mà chính quyền Palestine từng ký kết với Israel:
| “ | "Những người Palestine đã duy trì liên lạc với chính quyền Israel sẽ không bị các hành vi quấy rối, bạo lực, trừng phạt hoặc truy tố" | ” |

Điều khoản trên được đưa ra nhằm ngăn các nhà lãnh đạo Palestine áp đặt sự trả thù đối với những người Palestine đã cộng tác với Israel trong thời gian chiếm đóng Bờ Tây và Dải Gaza.
Tại Dải Gaza, những kẻ cầm đầu của Hamas  đã ra lệnh tra tấn và giết hàng nghìn thành viên của Fatah và những người Palestine khác phản đối sự cai trị của chúng. Trong trận chiến ở Gaza, hơn 150 người Palestine đã chết trong khoảng thời gian 4 ngày . Bạo lực giữa những người Palestine được một số nhà bình luận mô tả như một cuộc nội chiến. Đến năm 2007, hơn 600 người Palestine đã thiệt mạng trong cuộc đấu tranh giữa Hamas và Fatah .